# Der Mann mit dem goldenen Arm
Der Mann mit dem goldenen Arm (Originaltitel: The Man with the Golden Arm) ist ein US-amerikanischer Film-Noir des österreichischen Regisseurs Otto Preminger aus dem Jahr 1955. Der Film basiert auf dem gleichnamigen Roman von Nelson Algren. Preminger produzierte den Film mit seiner Produktionsfirma. Für den Vertrieb in den Vereinigten Staaten, wo der Film am 14. Dezember 1955 uraufgeführt wurde, zeichnete die United Artists verantwortlich.

## Handlung
Der Berufskartenspieler Frankie „Dealer“ Machine wird von einem Arzt während seiner sechsmonatigen Haftstrafe von seiner Heroinsucht befreit. Im Gefängnis lässt er sich zum Schlagzeuger ausbilden. Vor seiner Entlassung rät ihm der Gefängnisarzt, sich von seinem alten Pokerfreund Schwiefka sowie von dem Rauschgifthändler Louie fernzuhalten. Er kehrt nach Hause zurück, wo er von seiner Ehefrau Sophia („Zosh“) erwartet wird, die seit einem von ihm im betrunkenen Zustand verschuldeten Autounfall vor drei Jahren im Rollstuhl sitzt.
Da er nicht wieder der Bankhalter bei den von Schwiefka organisierten illegalen Pokerrunden sein möchte, will er als Jazzmusiker in Chicago ein neues Leben anfangen. Zosh hält dies für keine gute Idee und befürchtet, dass Frankie sie verlassen könnte. Sie weiß, dass er vor seiner Verhaftung eine Affäre mit dem im selben Haus wohnenden Bargirl Molly hatte.
Frankie ist jedoch fest entschlossen, dem Rat des Gefängnisarztes zu folgen und sich von seinen alten Ganovenkreisen fernzuhalten, doch es dauert nicht lange, bis er – durch die Überredungskünste von Zosh – unter dem Einfluss alter Kumpane rückfällig wird. Schwiefka engagiert Frankie erneut als Bankhalter für seinen illegalen Spielclub, während Louie ihn wieder vom Rauschgift abhängig macht. Gleichzeitig trifft Frankie die gutmütige Molly wieder und verliebt sich in sie. Bei ihr findet er Verständnis und Hilfe, während die Liebe seiner hysterischen Ehefrau immer wieder in Hass umschlägt.
Mit Falschspiel versucht Frankie sich von Schwiefka zu lösen und ihm auf diese Weise einen letzten großen Gewinn einzubringen. Er wird aber ertappt und zusammengeschlagen. Louie findet bei einem Besuch in Frankies Wohnung heraus, dass Zosh ihre Lähmung nur simuliert hat. Sie tat dies, um ihren Ehemann nicht zu verlieren und diesen als ewig Leidende gefügig zu machen. Bei der folgenden Auseinandersetzung stürzt Louie die Treppe hinunter und stirbt. Frankie gerät unter Mordverdacht, wird aber von Molly versteckt. Mit ihrer Hilfe gelingt es ihm seine Rauschgiftsucht unter Kontrolle zu bekommen. Als er zu seiner Wohnung zurückkehrt und sich den Polizisten und seiner Ehefrau offenbaren möchte, beobachtet er, wie Zosh ängstlich vor der Polizei zu flüchten versucht und dabei zu Tode kommt. Frankie kehrt daraufhin zu Molly zurück und verlässt mit ihr Chicago.

## Kritiken
Der US-amerikanische Branchendienst Variety beschrieb Der Mann mit dem goldenen Arm in seiner zeitgenössischen Kritik als „fesselnden, faszinierenden Film“, der „meisterhaft produziert und inszeniert“ und mit „merklicher Überzeugung“ von Frank Sinatra gespielt sei. Bosley Crowther (The New York Times) befand Otto Premingers Regiearbeit sei nicht mehr „als ein langer, qualvoller Film“ vom Kampf eines Mannes mit seiner Rauschgiftsucht. Es gäbe nicht „viel Überraschendes“ oder „Aufregendes“ und er kritisierte die wenig tiefgängige Figur Sinatras, der immerhin eine „plausible Darstellung“ abliefere. Kim Novak mache als Molly eine „merkwürdig farblose Figur“, während Eleanor Parker dem Aussehen und der Sprache nach einer „wohlerzogene, gepflegte Lady“ ähnle, die in einem „Slum“ lebe.
Die zeitgenössische Kritik des bundesdeutschen film-diensts wies ebenfalls auf die Zensur und die Schwierigkeiten der Darstellung von Rauschgiftproblemen in den Vereinigten Staaten hin. Der Film startete am 23. März 1956 in den westdeutschen Kinos. Das Thema des Films solle in Deutschland „vor allem nicht zu Reklamezwecken ausgeschlachtet werden“, um ein „sensationsbegierige(s)“ statt ein „ernsthafte(s) und diskussionsbereite(s) Publikum“ zu erreichen, vor das Der Mann mit dem goldenen Arm gehöre. Der Schluss würde zum Bedauern „ins Kintoppmäßige“ abrutschen. Kritisiert wurde, dass Preminger nicht ohne „kolportagehafte Effekte“ auskomme, obwohl die Milieuzeichnung ausgezeichnet und sehr realistisch sei. Die Menschen darin seien „mit faszinierender Krassheit ins Bild gebracht.“ Sinatra zeige eine „großartige schauspielerische Studie, überzeugender in manchen sparsamen Gesten, in scheuen Blicken, in den Symptomen der Unruhe vor neuen Anfällen als in der Darstellung des Rausches, der Ekstase, der Tobsucht.“

„Eine düstere Studie, vortrefflich inszeniert und mit hohem schauspielerischem Können bewältigt, die in Ansätzen klarmacht, daß nicht Zufall oder Veranlagung, sondern Herkunft und Milieu den Weg in die Sucht vorherbestimmen.“

„Otto Premingers realistisches Drama war einer der wenigen Beiträge im Hollywood-Kino der 50er Jahre, der sich an die Tabuthemen Alkohol- und Rauschgiftmißbrauch heranwagte. […] Während der Dreharbeiten machte Otto Preminger seinem Ruf als schwierig geltender Regisseur alle Ehre […] Trotz seiner eindrucksvollen schauspielerischen Einzelleistungen (allen voran natürlich Frank Sinatra) kränkelt der Film an seinem überladenen Drehbuch und schlechten Bauten“

Nach Reclams Filmführer zeichne Regisseur Otto Preminger „ein düsteres Sittenbild aus den schmutzigen Straßen und Hinterhöfen“ und mache in Ansätzen deutlich, dass Herkunft und Milieu die Probleme der Hauptfigur verursacht haben. Der Mann mit dem goldenen Arm sei um Realismus bemüht. Das Drehbuch bette aber die „Detailbeobachtungen in ein handfestes ‚Kinostück‘“ ein.

## Auszeichnungen
Der Mann mit dem goldenen Arm wurde 1956 in drei Kategorien für den Oscar nominiert, gewann aber keine Auszeichnung. Frank Sinatra als bester Hauptdarsteller, Elmer Bernstein für die beste Filmmusik sowie Joseph C. Wright und Darrell Silvera für das beste Szenenbild (Schwarzweiß). Ebenfalls zwei Nominierungen erhielt der Film für den British Film Academy Award (als bester Film und Sinatra als bester ausländischer Darsteller). Der Film wurde 2020 in das National Film Registry aufgenommen.

## Verschiedenes
Im Fernsehen der Bundesrepublik Deutschland war Der Mann mit dem goldenen Arm erstmals am 20. April 1975 um 21.00 Uhr in der ARD zu sehen.
Mick Tucker, der Schlagzeuger der 70er-Jahre-Glam-Rock-Band The Sweet, startete und beendete seine Drumsolos mit seiner Interpretation des Titelsongs „The Man with the Golden Arm“, außerdem wurde dieser Titel auf dem Album Desolation Boulevard veröffentlicht.